# Abdallah Farhat
Ne doit pas être confondu avec Abdallah Victor Farhat.
Abdallah Farhat (arabe : عبدالله فرحات), né le 28 août 1914 et mort le 29 septembre 1985, est un homme politique tunisien.

## Biographie
Originaire de Ouerdanine dans le gouvernorat de Monastir, il occupe d'abord le poste de ministre des PTT du 20 septembre au 1er octobre 1957. Il devient par la suite ministre des Transports et des Télécommunications (12 novembre 1964-8 septembre 1969) puis ministre de l'Agriculture (jusqu'au 29 octobre 1971). Durant son passage au poste de directeur du cabinet du président Habib Bourguiba, en mars 1972, la création d'un poste de vice-président est approuvée par le bureau politique du Parti socialiste destourien (PSD) afin de faire face aux absences présidentielles pour cause de maladie. La combinaison doit consister en l'élection du Premier ministre Hédi Nouira à la vice-présidence puis à la nomination de Farhat comme Premier ministre. Toutefois, le projet est abandonné après la volte-face du président qui souhaite garder sa mainmise sur le pouvoir et ne pas désigner de dauphin.
Farhat est ensuite nommé le 9 août 1972 à la tête du ministère de la Défense. Le 14 janvier 1974, il est transféré à la tête du ministère de l'Équipement et de l'Habitat avant de revenir au ministère des Transports et des Télécommunications le 25 septembre.
Le 31 mai 1976, il retrouve à nouveau le ministère de la Défense. De plus, après le limogeage de Tahar Belkhodja, il assure brièvement l'intérim à la tête du ministère de l'Intérieur (23 décembre-26 décembre 1977).
Lors du congrès du PSD en 1979, Nouira tente de se faire élire secrétaire général. Mais Bourguiba parvient à contrer cette nouvelle tentative d'affaiblissement de son pouvoir et sanctionne les organisateurs du congrès dont Farhat qui est limogé du gouvernement le 12 septembre ainsi que du Bureau politique. Décédé en 1985, il est inhumé au cimetière Sidi Ammar de Radès.
De nos jours, un établissement scolaire situé à Radès porte son nom.